# Xiaochi, Fujian
Xiaochi är en köping i sydöstra Kina. Den ligger i stadsdistriktet Xinluo i staden Longyan i provinsen Fujian, omkring 260 kilometer sydväst om provinshuvudstaden Fuzhou. Antalet invånare är 10 637. Befolkningen består av 5 017 kvinnor och 5 620 män. Barn under 15 år utgör 12,0 %, vuxna 15-64 år 74 %, och äldre över 65 år 12,0 %.